# Vlkas
Vlkas (Hongaars:Valkház) is een Slowaakse gemeente in de regio Nitra, en maakt deel uit van het district Nové Zámky.
Vlkas telt 307 inwoners.